# دينا عماد
دينا عماد، كاتبة ولدت في بورسعيد، مصر. بدأت الكتابة من عمر 7 سنوات، حيث كتبت روايات إجتماعية في مدونتها. درست الإعلام في كلية التربية النوعية في جامعة قناة السويس وعملت لفترة كمذيعة راديو. صدر لها عدد من الروايات المطبوعة مثل «الدائرة»، «بلاتوه» و «قلوب مغلقة».

## السيرة الذاتية
دينا عماد هي كاتبة بورسعيدية، بدأت الكتابة في عمر 7 سنوات، حيث كتبت الروايات الإجتماعية علي مدونتها في شكل حلقات يومية. درست الإعلام في كلية التربية النوعية في جامعة قناة السويس، كما قامت بإنشاء مدونة كتابية في عام 2014 لكتابة الخواطر التي قامت بإصدارها وكانت روايتها التي تم طباعها سنة 2014، وبعدها عملت لفترة كمذيعة راديو. كما عملت في إعداد الكلمات المتقاطعة في جريدة «الوفد» و «الأهرام». بالإضافة للروايات، تكتب دينا الشعر والخواطر والرباعيات ونشر لها بعض الخواطر في «الأهرام المسائى» عام 1997 و 1998. احترفت إعداد الكلمات المتقاطعة عام 2009 فصدر لها كتب في الكلمات المتقاطعة وتعمل معدة الكلمات المتقاطعة في جريدة «الوفد» ومحررة باب «محدش واخد منها حاجة» في مجلة «البوسطجى»، ومبتكرة شخصية «ام حدؤة» في المجلة. دينا عماد هي أيضاً مذيعة في راديو «وسيط اف ام». مواضيع روايات دينا عماد تتنوع بين الإجتماعية، النفسية والكلاسيكية.

## أعمال الكاتبة[5]
- ذات صباح، الرسم بالكلمات للنشر والتوزيع، 2020.
- هكذا قطفت الزهور، الرسم بالكلمات للنشر والتوزيع، 2019.
- معدية، الرسم بالكلمات للنشر والتوزيع، 2018.[6]
- رزق، الرسم بالكلمات للنشر والتوزيع، 2016.
- تحت سقف واحد، الرسم بالكلمات للنشر والتوزيع، 2016.
- قلوب مغلقة، الرسم بالكلمات للنشر والتوزيع، 2015.
- بلاتوه، الرسم بالكلمات للنشر والتوزيع، 2014.
- الدائرة، الرسم بالكلمات للنشر والتوزيع، 2014.[7]
- هل يشفع الحب؟، عصير الكتب للنشر الإلكتروني، 2014.
- الحب علي كفة ميزان، عصير الكتب للنشر الإلكتروني، 2014.
- ليلة حمرا، 2013.
- الخائنة، 2013.
- القصر الهادي، 2012.